# Shabono

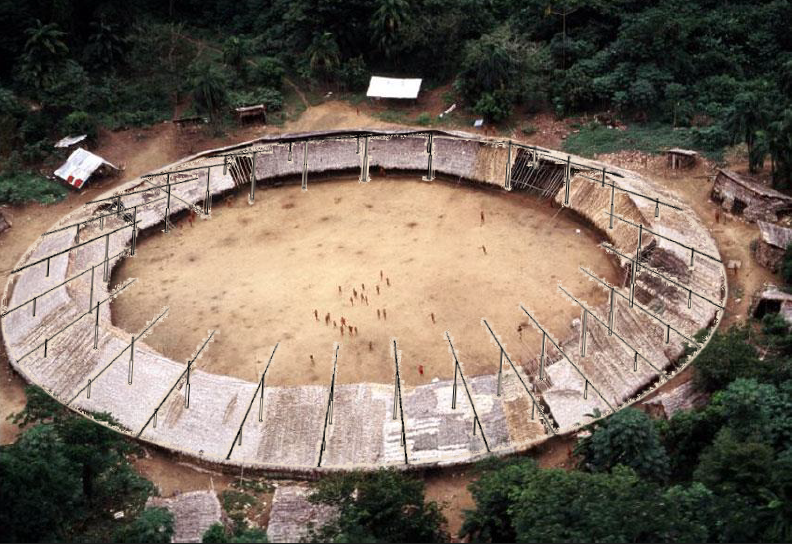
Vista de un shabono.

Un shabono (también llamado xapono, hapono, o yano), es una cabaña típica de los pueblos yanomamis de la Amazonia venezolana y brasileña que consiste de una estructura o conjunto de estructuras que forman un anillo circular que rodean un espacio central abierto.
Los shabono constituyen la estructura única de un asentamiento yanomami, que usualmente se localizan cerca de los claros de un río dentro de la selva amazónica, típicamente en los afluentes menores del Río Negro y Río Branco. El espacio central al interior se denomina heha y es donde se desarrollan las actividades comunitarias, pudiendo variar entre 20 a 50 metros de diámetro aproximadamente dependiendo fundamentalmente de la población del asentamiento. 
Dada la debilidad de los materiales para resistir las condiciones climáticas de la selva amazónica, los shabono suelen sucumbir ante la humedad y la lluvia, por lo que suelen ser incendiados y reconstruidos en el mismo lugar o las cercanías.